# Mediální obraz
Mediální obraz je souhrn zpráv a informací o osobě, společnosti, organizaci či události vytvořený masmédii. Jinými slovy je to způsob, jakým je subjekt vykreslován médii. Má povahu typizovaného, zjednodušeného symbolu či soustavy znaků, které zastupují konkrétní objekt nebo událost. I přes to, že je termín „mediální obraz“ hojně užíván, není v teorii masmédií a masové komunikace zcela jednoznačně vymezen.

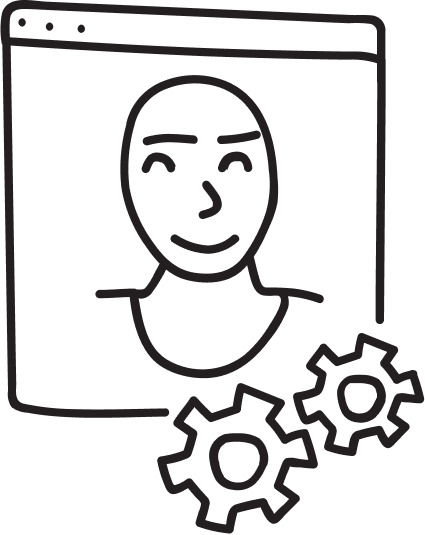
Mediální obraz (ilustrační obrázek)

## Definice
Do mediálního obrazu se promítají představy, postoje, názory a zkušenosti jak jeho tvůrců, tak i konzumentů. Je-li obraz jednou ustanoven, je velmi komplikované ho změnit, neboť existuje přirozená tendence medií jej posilovat. Jednou z hlavních příčin, proč je těžké obraz v médiích změnit či upravit, je to, že média nejsou objektivní. Byť se o to snaží, pracují v šablonách mediálních příběhů a mají tendence opakovat již zažité vzory. Stávající či budoucí obraz je tedy silně ovlivněn mediálním obrazem minulým, neboť média při zpracování informací využívají mediální zprávy z minulosti. Mediální obraz se může skládat z různých dílčích ukazatelů, jakými mohou být počet informací, jejich pozitivní či negativní vyznění, frekvence zveřejňování, v jakých typech médiích jsou publikovány apod.

## Mediální obraz a veřejnost
Skrze mediální obraz si veřejnost může vytvořit názor o osobnosti, intelektu, charakteru a morálních zásadách nějaké veřejně známé osoby, ať už se jedná o umělce, sportovce, politika nebo vědce. Je proto pro ně důležité mediální obraz si prostřednictvím mediálních analýz monitorovat, průběžně ho vyhodnocovat a srovnávat s jinými subjekty. Podstatný je mediální obraz pro politiky, zejména pro budování jejich vztahu s veřejností. Jakým způsobem se o politikovi vyjadřují média, to může mít vliv na výsledky voleb.